# Dolina kraljeva
Dolina kraljeva (arapski وادي الملو Wādī al-Mulūk; rjeđe الملوك, Wādī Bībān al-Mulūk; "Dolina vrata kraljeva"; staroegipatski naziv: "Velika i veličanstvena nekropola milijuna godina faraona, života, snage, zdravlja na zapadu Tebe", ili "Veliko polje") je dolina u Egiptu, najpoznatija po tome što se u njoj nalaze grobnice faraona i plemića, koji su tu pokapani tijekom Novog kraljevstva. Dolina je dio Tebanskih nekropola, a nalazi se na zapadnoj obali Nila, nasuprot Luksora, te se sastoji od Istočne i Zapadne doline. Dolina sadrži 63 grobnice i odaje, koje su uglavnom vrlo lijepo oslikane prizorima iz života faraona i drevne egipatske religije. Sve grobnice, osim jedne, su opljačkane jako davno.
Od kraja 18. st. Dolina je mjesto istraživanja za egiptologe i arheologe. Danas je poznata po grobnici Tutankamona. 1979. je postala dio Svjetske baštine, zajedno s ostatkom tebanske nekropole.
Prve grobnice sagrađene u dolini pripadaju Amenhotepu I. i Tutmozisu I.
Većina grobnica danas nije otvorena za javnost. Zapadna dolina ima samo jednu grobnicu u koju je dopušteno ući - Ajevu. Zbog očuvanja slika na zidovima nije dopušteno fotografiranje, iako je prije bilo.
- Prirodna piramida al-Kurn dominira Dolinom kraljeva
- Središnja istočna dolina
- Ajova grobnica
- Merneptahov kameni sarkofag
- Grobnica Ramzesa III.

## Vanjske poveznice
- Theban Mapping Project. Inačica izvorne stranice arhivirana 5. prosinca 2006. Pristupljeno 4. prosinca 2006. (engl.)
- The Quest for Immortality, Treasures of Ancient Egypt, Virtual Tour: KV 34. Inačica izvorne stranice arhivirana 28. studenoga 2006. Pristupljeno 4. prosinca 2006. (engl.)
- Fotografije Doline kraljeva na GlobalAmity.net. Inačica izvorne stranice arhivirana 10. ožujka 2007. Pristupljeno 4. prosinca 2006.
- VOKF Foundation (Origins, Aims, Objectives: The Amarna Royal Tombs Project. NicholasReeves.com. Inačica izvorne stranice arhivirana 31. svibnja 2009. Pristupljeno 9. kolovoza 2008. (engl.)